# ОШ „Јанко Катић” Рогача
ОШ „Јанко Катић” Рогача, насељеном месту на територији градске општине Сопот, потиче од почетка 19. века.
Школа је добила назив по једом од организатора Првог српског устанка, војводи Јанку Катићу.
У саставу матичне школе постоје и издвојена одељења у Сибници, Дучини, Слатини и Дрлупи. Сва издвојена одељења раде као четвороразредне школе, док матична школа ради као осморазредна.